# العقبة (الحديدة)

تعديل مصدري - تعديل

العقبة هي إحدى قرى مديرية المراوعة، التابعة لمحافظة الحديدة اليمنية، بلغ تعداد سكانها 1098 نسمة حسب الإحصاء الذي جرى عام 2004.